# Diophantos (général)
Diophantos ( grec moderne : Διόφαντος Diofados, ou Diophante), fils d'Asclépiodore, de Sinope, est un général au service de Mithridate VI du Pont. Diophantos participa aux campagnes de Mithridate dans le royaume du Bosphore et ailleurs autour du Pont-Euxin, bien que leur chronologie soit contestée. Une inscription trouvée lors des fouilles de Chersonèse glorifie Diophantos comme « le premier envahisseur étranger à conquérir les Scythes ».
Au cours de sa première expédition en actuelle Crimée, il leva le siège de Chersonèse  entrepris par le roi scythe Palacus et soumit ses alliés, les Taures. Il termina cette campagne à Neapolis Scythe . Au cours de la deuxième campagne, Diophantos arrêta une autre invasion des Scythes, qui avaient uni leurs forces avec le Rhoxolanons à Tasius . Au cours d'une de ses campagnes, il établit une forteresse à Eupatoria sur la rive orientale de la Crimée.[réf. nécessaire]
Vers 107 av.J.-C., Mithridate envoya Diophantos à Panticapée avec la tâche de persuader le roi du Bosphore Pairisadès V de céder son royaume à Mithridate. Pendant qu'il était dans la ville, les Scythes, dirigés par un certain Saumacus, se révoltèrent et tuèrent Pairisadès, tandis que Diophantos réussit à peine à s'échapper à Chersonèse. De retour dans le Pont, Diophantos rallia ses forces et s'embarqua pour la Crimée avec une grande flotte. Le soulèvement scythe a été réprimé et le royaume du Bosphore été réduit à une dépendance du Pont.[réf. nécessaire]